# Roberto Ayala
Roberto Fabián Ayala (Paraná, 14 aprile 1973) è un dirigente sportivo, allenatore di calcio ed ex calciatore argentino, di ruolo difensore, assistente di Lionel Scaloni nella nazionale argentina.
È soprannominato "El piraña".

## Carriera

### Club
Dopo gli esordi nel Ferro Carril Oeste, Ayala si trasferisce al River Plate, col quale disputa un campionato da protagonista.
Viene acquistato dal Parma nel 1995 per 5 miliardi e girato in prestito al Napoli. Dopo il primo campionato, i partenopei riscattano l'intero cartellino e nelle successive due stagioni conquista la fascia di capitano e una maglia da titolare nella sua Nazionale. Nel 1998 il Napoli retrocede in Serie B, e in estate viene ceduto al Milan per ben 18 miliardi di lire, ma il rendimento in rossonero non è dei migliori; vince comunque uno scudetto ma con poche presenze in due stagioni.

Ayala al Napoli nella stagione 1996-1997

È quindi acquistato dal Valencia di Héctor Cúper, allenatore col quale disputa una finale di Champions League contro il Bayern Monaco, persa 4-5 ai rigori. Con il Valencia (sotto la guida di Rafa Benítez) vince due campionati spagnoli, una Coppa UEFA e una Supercoppa UEFA.
Nel febbraio 2007 annuncia che l'estate successiva, a fronte di un tardivo rinnovo da parte del Valencia, passerà al Villareal. Tuttavia, prima ancora di allenarsi con la nuova squadra, si svincola pagando una penale di 6 milioni di euro raggiungendo il Real Saragozza.
Il 23 gennaio 2010, la società iberica comunica di aver raggiunto un accordo con il giocatore per la risoluzione del contratto in essere. Passa al Racing Club il 3 febbraio 2010 e il 31 dicembre si ritira all'età di 37 anni dopo aver rifiutato un'offerta per un anno da parte dell'Huracan.

### Nazionale
Entra nel giro della nazionale nel 1994, in un ricambio generazionale, affermandosi come titolare della retroguardia argentina. Ayala ha disputato i Mondiali 1998 da titolare con la maglia albiceleste dell'Argentina.
Dopo la deludente Coppa America del 2001 (con Ayala protagonista in negativo), fu convocato anche per i Mondiali 2002, ma non riuscì a disputare nessuna partita per colpa di un infortunio muscolare, patito nel finale del riscaldamento previo al debutto contro la Nigeria (vittoria sudamericana per 1-0). Il difensore del Valencia, per questo incontro, figurava in distinta come titolare e capitano. Nonostante Ayala, a tempo di record, avesse recuperato per gli eventuali ottavi di finale, l'Argentina fu eliminata nel girone eliminatorio dopo aver successivamente perso per 1-0 contro l'Inghilterra e aver pareggiato contro la Svezia per 1-1. Due anni dopo con la nazionale albiceleste vinse da capitano la medaglia d'oro alle olimpiadi di Atene 2004, dopo l'argento conquistato ad Atlanta otto anni prima. Con l'arrivo di José Pekerman nella panchina argentina perse la fascia di capitano in favore di Juan Pablo Sorín.
Ha partecipato al Mondiale 2006 in Germania segnando il gol del momentaneo vantaggio contro i padroni di casa nei quarti. Ha poi sbagliato uno dei due rigori nella serie finale della medesima partita, facendosi parare il tiro da Jens Lehmann subendo così l'eliminazione dal torneo. Dopo la coppa del mondo è succeduto a Juan Pablo Sorín come capitano della Nazionale argentina.
Ha disputato la Coppa America 2007, ultima esperienza prima di annunciare il ritiro dalla Nazionale. L'Argentina arrivò in finale e perse per 3-0 contro il Brasile. Ayala fu autore di uno sfortunato autogol che portò i brasiliani sul 2-0.

## Statistiche

### Presenze e reti nei club
| Stagione              | Squadra               | Campionato            | Campionato | Campionato | Coppe nazionali | Coppe nazionali | Coppe nazionali | Coppe continentali | Coppe continentali | Coppe continentali | Totale | Totale |
| Stagione              | Squadra               | Comp                  | Pres       | Reti       | Comp            | Pres            | Reti            | Comp               | Pres               | Reti               | Pres   | Reti   |
| --------------------- | --------------------- | --------------------- | ---------- | ---------- | --------------- | --------------- | --------------- | ------------------ | ------------------ | ------------------ | ------ | ------ |
| 1991-1992             | Ferro Carril          | PD                    | 18         | 0          |                 |                 |                 |                    |                    |                    | 18+    | 0+     |
| 1992-1993             | Ferro Carril          | PD                    | 36         | 0          |                 |                 |                 |                    |                    |                    | 36+    | 0+     |
| 1993-1994             | Ferro Carril          | PD                    | 18         | 1          |                 |                 |                 |                    |                    |                    | 18+    | 1+     |
| Totale Ferro Carril   | Totale Ferro Carril   | Totale Ferro Carril   | 72         | 1          |                 |                 |                 |                    |                    |                    | 72+    | 1+     |
| 1993-1994             | River Plate           | PD                    | 16         | 0          |                 |                 |                 |                    |                    |                    | 16+    | 0+     |
| 1994-1995             | River Plate           | PD                    | 24         | 0          |                 |                 |                 |                    |                    |                    | 24+    | 0+     |
| Totale River Plate    | Totale River Plate    | Totale River Plate    | 40         | 0          |                 |                 |                 |                    |                    |                    | 40+    | 0+     |
| 1995-1996             | Napoli                | A                     | 29         | 0          | CI              | 1               | 0               | -                  | -                  | -                  | 30     | 0      |
| 1996-1997             | Napoli                | A                     | 30         | 1          | CI              | 6               | 0               | -                  | -                  | -                  | 36     | 1      |
| 1997-1998             | Napoli                | A                     | 28         | 0          | CI              | 2               | 0               | -                  | -                  | -                  | 30     | 0      |
| Totale Napoli         | Totale Napoli         | Totale Napoli         | 87         | 1          |                 | 9               | 0               |                    |                    |                    | 96     | 1      |
| 1998-1999             | Milan                 | A                     | 11         | 0          | CI              | 2               | 0               | -                  | -                  | -                  | 13     | 0      |
| 1999-2000             | Milan                 | A                     | 13         | 0          | CI              | 3               | 0               | UCL                | 6                  | 0                  | 22     | 0      |
| Totale Milan          | Totale Milan          | Totale Milan          | 24         | 0          |                 | 5               | 0               |                    | 6                  | 0                  | 35     | 0      |
| 2000-2001             | Valencia              | PD                    | 28         | 1          | CR              | 0               | 0               | UCL                | 9                  | 2                  | 37     | 3      |
| 2001-2002             | Valencia              | PD                    | 30         | 2          | CR              | 0               | 0               | CU                 | 7                  | 0                  | 37     | 2      |
| 2002-2003             | Valencia              | PD                    | 31         | 1          | CR+SS           | 0+2             | 0               | UCL                | 12                 | 0                  | 45     | 1      |
| 2003-2004             | Valencia              | PD                    | 30         | 1          | CR              | 2               | 0               | CU                 | 10                 | 0                  | 42     | 1      |
| 2004-2005             | Valencia              | PD                    | 17         | 0          | CR              | 0               | 0               |                    |                    |                    | 17     | 0      |
| 2005-2006             | Valencia              | PD                    | 23         | 2          | CR              | 0               | 0               | Int                | 6                  | 0                  | 29     | 2      |
| 2006-2007             | Valencia              | PD                    | 29         | 2          | CR              | 2               | 0               | UCL                | 8                  | 1                  | 39     | 3      |
| Totale Valencia       | Totale Valencia       | Totale Valencia       | 188        | 9          |                 | 6               | 0               |                    | 52                 | 3                  | 246    | 12     |
| 2007-2008             | Real Saragozza        | PD                    | 33         | 1          | CR              | 4               | 0               | CU                 | 2                  | 0                  | 39     | 1      |
| 2008-2009             | Real Saragozza        | SD                    | 26         | 3          | CR              | 0               | 0               | -                  | -                  | -                  | 26     | 3      |
| 2009-2010             | Real Saragozza        | PD                    | 13         | 0          | CR              | 1               | 0               | -                  | -                  | -                  | 14     | 0      |
| Totale Real Saragozza | Totale Real Saragozza | Totale Real Saragozza | 72         | 4          |                 | 5               | 0               |                    | 2                  | 0                  | 79     | 4      |
| feb.-dic. 2010        | Racing Club           | PD                    | 16         | 0          |                 |                 |                 |                    |                    |                    | 16+    | 0+     |
| Totale carriera       | Totale carriera       | Totale carriera       | 499        | 15         |                 | 25              | 0               |                    | 60                 | 3                  | 584+   | 18+    |

### Cronologia presenze e reti in nazionale
| Cronologia completa delle presenze e delle reti in nazionale ― Argentina | Cronologia completa delle presenze e delle reti in nazionale ― Argentina | Cronologia completa delle presenze e delle reti in nazionale ― Argentina | Cronologia completa delle presenze e delle reti in nazionale ― Argentina | Cronologia completa delle presenze e delle reti in nazionale ― Argentina | Cronologia completa delle presenze e delle reti in nazionale ― Argentina | Cronologia completa delle presenze e delle reti in nazionale ― Argentina | Cronologia completa delle presenze e delle reti in nazionale ― Argentina |
| Data                                                                     | Città                                                                    | In casa                                                                  | Risultato                                                                | Ospiti                                                                   | Competizione                                                             | Reti                                                                     | Note                                                                     |
| ------------------------------------------------------------------------ | ------------------------------------------------------------------------ | ------------------------------------------------------------------------ | ------------------------------------------------------------------------ | ------------------------------------------------------------------------ | ------------------------------------------------------------------------ | ------------------------------------------------------------------------ | ------------------------------------------------------------------------ |
| 16-11-1994                                                               | Santiago del Cile                                                        | Cile                                                                     | 0 – 3                                                                    | Argentina                                                                | Amichevole                                                               | -                                                                        |                                                                          |
| 21-12-1994                                                               | Buenos Aires                                                             | Argentina                                                                | 1 – 0                                                                    | Romania                                                                  | Amichevole                                                               | -                                                                        |                                                                          |
| 27-12-1994                                                               | Buenos Aires                                                             | Argentina                                                                | 1 – 0                                                                    | Jugoslavia                                                               | Amichevole                                                               | -                                                                        |                                                                          |
| 8-1-1995                                                                 | Riyad                                                                    | Giappone                                                                 | 1 – 5                                                                    | Argentina                                                                | Coppa re Fahd 1995 - 1º turno                                            | -                                                                        |                                                                          |
| 10-1-1995                                                                | Riyad                                                                    | Nigeria                                                                  | 0 – 0                                                                    | Argentina                                                                | Coppa re Fahd 1995 - 1º turno                                            | -                                                                        | 64’                                                                      |
| 13-1-1995                                                                | Riyad                                                                    | Argentina                                                                | 0 – 2                                                                    | Danimarca                                                                | Coppa re Fahd 1995 - 1º turno                                            | -                                                                        |                                                                          |
| 14-2-1995                                                                | Mendoza                                                                  | Argentina                                                                | 4 – 1                                                                    | Bulgaria                                                                 | Amichevole                                                               | -                                                                        |                                                                          |
| 13-5-1995                                                                | Johannesburg                                                             | Sudafrica                                                                | 1 – 1                                                                    | Argentina                                                                | Amichevole                                                               | -                                                                        |                                                                          |
| 31-5-1995                                                                | Córdoba                                                                  | Argentina                                                                | 1 – 0                                                                    | Perù                                                                     | Amichevole                                                               | -                                                                        | 42’                                                                      |
| 22-6-1995                                                                | Mendoza                                                                  | Argentina                                                                | 6 – 0                                                                    | Slovacchia                                                               | Amichevole                                                               | -                                                                        |                                                                          |
| 30-6-1995                                                                | Quilmes                                                                  | Argentina                                                                | 2 – 0                                                                    | Australia                                                                | Amichevole                                                               | -                                                                        |                                                                          |
| 8-7-1995                                                                 | Paysandú                                                                 | Argentina                                                                | 2 – 1                                                                    | Bolivia                                                                  | Coppa America 1995 - 1º turno                                            | -                                                                        | Ammonizione                                                              |
| 11-7-1995                                                                | Paysandú                                                                 | Argentina                                                                | 4 – 0                                                                    | Cile                                                                     | Coppa America 1995 - 1º turno                                            | -                                                                        | 59’                                                                      |
| 14-7-1995                                                                | Paysandú                                                                 | Stati Uniti                                                              | 3 – 0                                                                    | Argentina                                                                | Coppa America 1995 - 1º turno                                            | -                                                                        | Ammonizione                                                              |
| 17-7-1995                                                                | Rivera                                                                   | Brasile                                                                  | 2 – 2 dts (4 – 2 dtr)                                                    | Argentina                                                                | Coppa America 1995 - Quarti di finale                                    | -                                                                        | 63’                                                                      |
| 20-9-1995                                                                | Madrid                                                                   | Spagna                                                                   | 2 – 1                                                                    | Argentina                                                                | Amichevole                                                               | -                                                                        |                                                                          |
| 21-12-1995                                                               | Mendoza                                                                  | Argentina                                                                | 6 – 0                                                                    | Venezuela                                                                | Amichevole                                                               | -                                                                        |                                                                          |
| 24-4-1996                                                                | Buenos Aires                                                             | Argentina                                                                | 3 – 1                                                                    | Bolivia                                                                  | Qual. Mondiali 1998                                                      | -                                                                        |                                                                          |
| 2-6-1996                                                                 | Quito                                                                    | Ecuador                                                                  | 2 – 0                                                                    | Argentina                                                                | Qual. Mondiali 1998                                                      | -                                                                        |                                                                          |
| 7-7-1996                                                                 | Lima                                                                     | Perù                                                                     | 0 – 0                                                                    | Argentina                                                                | Qual. Mondiali 1998                                                      | -                                                                        |                                                                          |
| 1-9-1996                                                                 | Buenos Aires                                                             | Argentina                                                                | 1 – 1                                                                    | Paraguay                                                                 | Qual. Mondiali 1998                                                      | -                                                                        |                                                                          |
| 9-10-1996                                                                | San Cristóbal                                                            | Venezuela                                                                | 2 – 5                                                                    | Argentina                                                                | Qual. Mondiali 1998                                                      | -                                                                        |                                                                          |
| 15-12-1996                                                               | Buenos Aires                                                             | Argentina                                                                | 1 – 1                                                                    | Cile                                                                     | Qual. Mondiali 1998                                                      | -                                                                        | 59’                                                                      |
| 30-4-1997                                                                | Buenos Aires                                                             | Argentina                                                                | 2 – 1                                                                    | Ecuador                                                                  | Qual. Mondiali 1998                                                      | -                                                                        |                                                                          |
| 8-6-1997                                                                 | Buenos Aires                                                             | Argentina                                                                | 2 – 0                                                                    | Perù                                                                     | Qual. Mondiali 1998                                                      | -                                                                        |                                                                          |
| 6-7-1997                                                                 | Asunción                                                                 | Paraguay                                                                 | 2 – 1                                                                    | Argentina                                                                | Qual. Mondiali 1998                                                      | -                                                                        |                                                                          |
| 20-7-1997                                                                | Buenos Aires                                                             | Argentina                                                                | 2 – 0                                                                    | Venezuela                                                                | Qual. Mondiali 1998                                                      | -                                                                        |                                                                          |
| 10-9-1997                                                                | Santiago del Cile                                                        | Cile                                                                     | 1 – 2                                                                    | Argentina                                                                | Qual. Mondiali 1998                                                      | -                                                                        |                                                                          |
| 12-10-1997                                                               | Buenos Aires                                                             | Argentina                                                                | 0 – 0                                                                    | Uruguay                                                                  | Qual. Mondiali 1998                                                      | -                                                                        | Ammonizione                                                              |
| 16-11-1997                                                               | Buenos Aires                                                             | Argentina                                                                | 1 – 1                                                                    | Colombia                                                                 | Qual. Mondiali 1998                                                      | -                                                                        |                                                                          |
| 19-2-1998                                                                | Mendoza                                                                  | Argentina                                                                | 2 – 1                                                                    | Romania                                                                  | Amichevole                                                               | 1                                                                        |                                                                          |
| 24-2-1998                                                                | Mar del Plata                                                            | Argentina                                                                | 3 – 1                                                                    | Jugoslavia                                                               | Amichevole                                                               | -                                                                        |                                                                          |
| 10-3-1998                                                                | Buenos Aires                                                             | Argentina                                                                | 2 – 0                                                                    | Bulgaria                                                                 | Amichevole                                                               | -                                                                        | 77’                                                                      |
| 22-4-1998                                                                | Dublino                                                                  | Irlanda                                                                  | 0 – 2                                                                    | Argentina                                                                | Amichevole                                                               | -                                                                        |                                                                          |
| 29-4-1998                                                                | Rio de Janeiro                                                           | Brasile                                                                  | 0 – 1                                                                    | Argentina                                                                | Amichevole                                                               | -                                                                        |                                                                          |
| 14-5-1998                                                                | Córdoba                                                                  | Argentina                                                                | 5 – 0                                                                    | Bosnia ed Erzegovina                                                     | Amichevole                                                               | -                                                                        | Ammonizione                                                              |
| 19-5-1998                                                                | Mendoza                                                                  | Argentina                                                                | 1 – 0                                                                    | Cile                                                                     | Amichevole                                                               | -                                                                        | 71’                                                                      |
| 25-5-1998                                                                | Buenos Aires                                                             | Argentina                                                                | 2 – 0                                                                    | Sudafrica                                                                | Amichevole                                                               | -                                                                        |                                                                          |
| 14-6-1998                                                                | Tolosa                                                                   | Argentina                                                                | 1 – 0                                                                    | Giappone                                                                 | Mondiali 1998 - 1º turno                                                 | -                                                                        |                                                                          |
| 21-6-1998                                                                | Parigi                                                                   | Argentina                                                                | 5 – 0                                                                    | Giamaica                                                                 | Mondiali 1998 - 1º turno                                                 | -                                                                        |                                                                          |
| 26-6-1998                                                                | Bordeaux                                                                 | Argentina                                                                | 1 – 0                                                                    | Croazia                                                                  | Mondiali 1998 - 1º turno                                                 | -                                                                        | 35’                                                                      |
| 30-6-1998                                                                | Saint-Étienne                                                            | Argentina                                                                | 2 – 2 dts (4 – 3 dtr)                                                    | Inghilterra                                                              | Mondiali 1998 - Ottavi di finale                                         | -                                                                        |                                                                          |
| 4-7-1998                                                                 | Marsiglia                                                                | Paesi Bassi                                                              | 2 – 1                                                                    | Argentina                                                                | Mondiali 1998 - Quarti di finale                                         | -                                                                        |                                                                          |
| 31-3-1999                                                                | Amsterdam                                                                | Paesi Bassi                                                              | 1 – 1                                                                    | Argentina                                                                | Amichevole                                                               | -                                                                        |                                                                          |
| 9-6-1999                                                                 | Chicago                                                                  | Argentina                                                                | 2 – 2                                                                    | Messico                                                                  | Amichevole                                                               | -                                                                        |                                                                          |
| 13-6-1999                                                                | Washington                                                               | Stati Uniti                                                              | 1 – 0                                                                    | Argentina                                                                | Amichevole                                                               | -                                                                        |                                                                          |
| 26-6-1999                                                                | Buenos Aires                                                             | Argentina                                                                | 0 – 0                                                                    | Lituania                                                                 | Amichevole                                                               | -                                                                        |                                                                          |
| 1-7-1999                                                                 | Luque                                                                    | Argentina                                                                | 3 – 1                                                                    | Ecuador                                                                  | Coppa America 1999 - 1º turno                                            | -                                                                        |                                                                          |
| 4-7-1999                                                                 | Luque                                                                    | Colombia                                                                 | 3 – 0                                                                    | Argentina                                                                | Coppa America 1999 - 1º turno                                            | -                                                                        |                                                                          |
| 7-7-1999                                                                 | Luque                                                                    | Argentina                                                                | 2 – 0                                                                    | Uruguay                                                                  | Coppa America 1999 - 1º turno                                            | -                                                                        |                                                                          |
| 11-7-1999                                                                | Ciudad del Este                                                          | Brasile                                                                  | 2 – 1                                                                    | Argentina                                                                | Coppa America 1999 - Quarti di finale                                    | -                                                                        |                                                                          |
| 4-9-1999                                                                 | Buenos Aires                                                             | Argentina                                                                | 2 – 0                                                                    | Brasile                                                                  | Amichevole                                                               | -                                                                        |                                                                          |
| 7-9-1999                                                                 | Porto Alegre                                                             | Brasile                                                                  | 4 – 2                                                                    | Argentina                                                                | Amichevole                                                               | 1                                                                        |                                                                          |
| 13-10-1999                                                               | Córdoba                                                                  | Argentina                                                                | 2 – 1                                                                    | Colombia                                                                 | Amichevole                                                               | -                                                                        | Ammonizione                                                              |
| 17-11-1999                                                               | Siviglia                                                                 | Spagna                                                                   | 0 – 2                                                                    | Argentina                                                                | Amichevole                                                               | -                                                                        |                                                                          |
| 23-2-2000                                                                | Londra                                                                   | Inghilterra                                                              | 0 – 0                                                                    | Argentina                                                                | Amichevole                                                               | -                                                                        | 90’                                                                      |
| 29-3-2000                                                                | Buenos Aires                                                             | Argentina                                                                | 4 – 1                                                                    | Cile                                                                     | Qual. Mondiali 2002                                                      | -                                                                        |                                                                          |
| 26-4-2000                                                                | Maracaibo                                                                | Venezuela                                                                | 0 – 4                                                                    | Argentina                                                                | Qual. Mondiali 2002                                                      | 1                                                                        |                                                                          |
| 4-6-2000                                                                 | Buenos Aires                                                             | Argentina                                                                | 1 – 0                                                                    | Bolivia                                                                  | Qual. Mondiali 2002                                                      | -                                                                        | 57’                                                                      |
| 29-6-2000                                                                | Bogotà                                                                   | Colombia                                                                 | 1 – 3                                                                    | Argentina                                                                | Qual. Mondiali 2002                                                      | -                                                                        |                                                                          |
| 19-7-2000                                                                | Buenos Aires                                                             | Argentina                                                                | 2 – 0                                                                    | Ecuador                                                                  | Qual. Mondiali 2002                                                      | -                                                                        |                                                                          |
| 26-7-2000                                                                | San Paolo                                                                | Brasile                                                                  | 3 – 1                                                                    | Argentina                                                                | Qual. Mondiali 2002                                                      | -                                                                        |                                                                          |
| 16-8-2000                                                                | Buenos Aires                                                             | Argentina                                                                | 1 – 1                                                                    | Paraguay                                                                 | Qual. Mondiali 2002                                                      | -                                                                        |                                                                          |
| 3-9-2000                                                                 | Lima                                                                     | Perù                                                                     | 1 – 2                                                                    | Argentina                                                                | Qual. Mondiali 2002                                                      | -                                                                        |                                                                          |
| 8-10-2000                                                                | Buenos Aires                                                             | Argentina                                                                | 2 – 1                                                                    | Uruguay                                                                  | Qual. Mondiali 2002                                                      | -                                                                        |                                                                          |
| 15-11-2000                                                               | Santiago del Cile                                                        | Cile                                                                     | 0 – 2                                                                    | Argentina                                                                | Qual. Mondiali 2002                                                      | -                                                                        | 55’                                                                      |
| 28-2-2001                                                                | Roma                                                                     | Italia                                                                   | 1 – 2                                                                    | Argentina                                                                | Amichevole                                                               | -                                                                        | 81’                                                                      |
| 25-4-2001                                                                | La Paz                                                                   | Bolivia                                                                  | 3 – 3                                                                    | Argentina                                                                | Qual. Mondiali 2002                                                      | -                                                                        |                                                                          |
| 3-6-2001                                                                 | Buenos Aires                                                             | Argentina                                                                | 3 – 0                                                                    | Colombia                                                                 | Qual. Mondiali 2002                                                      | -                                                                        |                                                                          |
| 15-8-2001                                                                | Quito                                                                    | Ecuador                                                                  | 0 – 2                                                                    | Argentina                                                                | Qual. Mondiali 2002                                                      | -                                                                        |                                                                          |
| 5-9-2001                                                                 | Buenos Aires                                                             | Argentina                                                                | 2 – 1                                                                    | Brasile                                                                  | Qual. Mondiali 2002                                                      | -                                                                        | 2’ (aut.)                                                                |
| 7-10-2001                                                                | Asunción                                                                 | Paraguay                                                                 | 2 – 2                                                                    | Argentina                                                                | Qual. Mondiali 2002                                                      | -                                                                        |                                                                          |
| 8-11-2001                                                                | Buenos Aires                                                             | Argentina                                                                | 2 – 0                                                                    | Perù                                                                     | Qual. Mondiali 2002                                                      | -                                                                        |                                                                          |
| 14-11-2001                                                               | Montevideo                                                               | Uruguay                                                                  | 1 – 1                                                                    | Argentina                                                                | Qual. Mondiali 2002                                                      | -                                                                        |                                                                          |
| 20-11-2002                                                               | Saitama                                                                  | Giappone                                                                 | 0 – 2                                                                    | Argentina                                                                | Amichevole                                                               | -                                                                        |                                                                          |
| 12-2-2003                                                                | Amsterdam                                                                | Paesi Bassi                                                              | 1 – 0                                                                    | Argentina                                                                | Amichevole                                                               | -                                                                        |                                                                          |
| 20-8-2003                                                                | Firenze                                                                  | Argentina                                                                | 3 – 2                                                                    | Uruguay                                                                  | Amichevole                                                               | -                                                                        |                                                                          |
| 6-9-2003                                                                 | Buenos Aires                                                             | Argentina                                                                | 2 – 2                                                                    | Cile                                                                     | Qual. Mondiali 2006                                                      | -                                                                        |                                                                          |
| 9-9-2003                                                                 | Caracas                                                                  | Venezuela                                                                | 0 – 3                                                                    | Argentina                                                                | Qual. Mondiali 2006                                                      | -                                                                        | 79’                                                                      |
| 15-11-2003                                                               | Buenos Aires                                                             | Argentina                                                                | 3 – 0                                                                    | Bolivia                                                                  | Qual. Mondiali 2006                                                      | -                                                                        |                                                                          |
| 19-11-2003                                                               | Barranquilla                                                             | Colombia                                                                 | 1 – 1                                                                    | Argentina                                                                | Qual. Mondiali 2006                                                      | -                                                                        |                                                                          |
| 30-3-2004                                                                | Buenos Aires                                                             | Argentina                                                                | 1 – 0                                                                    | Ecuador                                                                  | Qual. Mondiali 2006                                                      | -                                                                        | 51’                                                                      |
| 28-4-2004                                                                | Casablanca                                                               | Marocco                                                                  | 0 – 1                                                                    | Argentina                                                                | Amichevole                                                               | -                                                                        |                                                                          |
| 6-6-2004                                                                 | Buenos Aires                                                             | Argentina                                                                | 0 – 0                                                                    | Paraguay                                                                 | Qual. Mondiali 2006                                                      | -                                                                        |                                                                          |
| 27-6-2004                                                                | Miami                                                                    | Argentina                                                                | 0 – 2                                                                    | Colombia                                                                 | Amichevole                                                               | -                                                                        |                                                                          |
| 30-6-2004                                                                | East Rutherford                                                          | Argentina                                                                | 2 – 1                                                                    | Perù                                                                     | Amichevole                                                               | -                                                                        | Ammonizione                                                              |
| 7-7-2004                                                                 | Chiclayo                                                                 | Argentina                                                                | 6 – 1                                                                    | Ecuador                                                                  | Coppa America 2004 - 1º turno                                            | -                                                                        |                                                                          |
| 10-7-2004                                                                | Chiclayo                                                                 | Argentina                                                                | 0 – 1                                                                    | Messico                                                                  | Coppa America 2004 - 1º turno                                            | -                                                                        |                                                                          |
| 13-7-2004                                                                | Piura                                                                    | Argentina                                                                | 4 – 1                                                                    | Uruguay                                                                  | Coppa America 2004 - 1º turno                                            | 1                                                                        | 74’                                                                      |
| 17-7-2004                                                                | Chiclayo                                                                 | Perù                                                                     | 0 – 1                                                                    | Argentina                                                                | Coppa America 2004 - Quarti di finale                                    | -                                                                        | 26’, 81’                                                                 |
| 25-7-2004                                                                | Lima                                                                     | Argentina                                                                | 2 – 2 dts (2 – 4 dtr)                                                    | Brasile                                                                  | Coppa America 2004 - Finale                                              | -                                                                        |                                                                          |
| 30-3-2005                                                                | Buenos Aires                                                             | Argentina                                                                | 1 – 0                                                                    | Colombia                                                                 | Qual. Mondiali 2006                                                      | -                                                                        | Ammonizione                                                              |
| 8-6-2005                                                                 | Buenos Aires                                                             | Argentina                                                                | 3 – 1                                                                    | Brasile                                                                  | Qual. Mondiali 2006                                                      | -                                                                        |                                                                          |
| 17-8-2005                                                                | Budapest                                                                 | Ungheria                                                                 | 1 – 2                                                                    | Argentina                                                                | Amichevole                                                               | -                                                                        |                                                                          |
| 3-9-2005                                                                 | Asunción                                                                 | Paraguay                                                                 | 1 – 0                                                                    | Argentina                                                                | Qual. Mondiali 2006                                                      | -                                                                        |                                                                          |
| 9-10-2005                                                                | Buenos Aires                                                             | Argentina                                                                | 2 – 0                                                                    | Perù                                                                     | Qual. Mondiali 2006                                                      | -                                                                        |                                                                          |
| 12-10-2005                                                               | Montevideo                                                               | Uruguay                                                                  | 1 – 0                                                                    | Argentina                                                                | Qual. Mondiali 2006                                                      | -                                                                        | Ammonizione                                                              |
| 12-11-2005                                                               | Ginevra                                                                  | Argentina                                                                | 2 – 3                                                                    | Inghilterra                                                              | Amichevole                                                               | 1                                                                        | 75’                                                                      |
| 16-11-2005                                                               | Doha                                                                     | Qatar                                                                    | 0 – 3                                                                    | Argentina                                                                | Amichevole                                                               | 1                                                                        |                                                                          |
| 30-5-2006                                                                | Salerno                                                                  | Argentina                                                                | 2 – 0                                                                    | Angola                                                                   | Amichevole                                                               | -                                                                        |                                                                          |
| 10-6-2006                                                                | Amburgo                                                                  | Argentina                                                                | 2 – 1                                                                    | Costa d'Avorio                                                           | Mondiali 2006 - 1º turno                                                 | -                                                                        |                                                                          |
| 16-6-2006                                                                | Gelsenkirchen                                                            | Argentina                                                                | 6 – 0                                                                    | Serbia e Montenegro                                                      | Mondiali 2006 - 1º turno                                                 | -                                                                        |                                                                          |
| 21-6-2006                                                                | Francoforte sul Meno                                                     | Paesi Bassi                                                              | 0 – 0                                                                    | Argentina                                                                | Mondiali 2006 - 1º turno                                                 | -                                                                        |                                                                          |
| 24-6-2006                                                                | Lipsia                                                                   | Argentina                                                                | 2 – 1 dts                                                                | Messico                                                                  | Mondiali 2006 - Ottavi di finale                                         | -                                                                        |                                                                          |
| 30-6-2006                                                                | Berlino                                                                  | Germania                                                                 | 1 – 1 dts (4 – 2 dtr)                                                    | Argentina                                                                | Mondiali 2006 - Quarti di finale                                         | 1                                                                        |                                                                          |
| 11-10-2006                                                               | Murcia                                                                   | Spagna                                                                   | 2 – 1                                                                    | Argentina                                                                | Amichevole                                                               | -                                                                        |                                                                          |
| 7-2-2007                                                                 | Saint-Denis                                                              | Francia                                                                  | 0 – 1                                                                    | Argentina                                                                | Amichevole                                                               | -                                                                        | 20’                                                                      |
| 2-6-2007                                                                 | Basilea                                                                  | Svizzera                                                                 | 1 – 1                                                                    | Argentina                                                                | Amichevole                                                               | -                                                                        | 83’                                                                      |
| 5-6-2007                                                                 | Barcellona                                                               | Argentina                                                                | 4 – 3                                                                    | Algeria                                                                  | Amichevole                                                               | -                                                                        |                                                                          |
| 28-6-2007                                                                | Maracaibo                                                                | Argentina                                                                | 4 – 1                                                                    | Stati Uniti                                                              | Coppa America 2007 - 1º turno                                            | -                                                                        |                                                                          |
| 2-7-2007                                                                 | Maracaibo                                                                | Argentina                                                                | 4 – 2                                                                    | Colombia                                                                 | Coppa America 2007 - 1º turno                                            | -                                                                        |                                                                          |
| 5-7-2007                                                                 | Barquisimeto                                                             | Argentina                                                                | 1 – 0                                                                    | Paraguay                                                                 | Coppa America 2007 - 1º turno                                            | -                                                                        | 85’                                                                      |
| 8-7-2007                                                                 | Barquisimeto                                                             | Argentina                                                                | 4 – 0                                                                    | Perù                                                                     | Coppa America 2007 - Quarti di finale                                    | -                                                                        | 15’                                                                      |
| 11-7-2007                                                                | Puerto Ordaz                                                             | Messico                                                                  | 0 – 3                                                                    | Argentina                                                                | Coppa America 2007 - Semifinale                                          | -                                                                        |                                                                          |
| 15-7-2007                                                                | Maracaibo                                                                | Brasile                                                                  | 3 – 0                                                                    | Argentina                                                                | Coppa America 2007 - Finale                                              | -                                                                        | 40’ (aut.)                                                               |
| Totale                                                                   |                                                                          | Presenze (6º posto)                                                      | 115                                                                      |                                                                          | Reti                                                                     | 7                                                                        |                                                                          |

## Palmarès

### Club

#### Competizioni nazionali
- Campionato argentino: 1

River Plate: Apertura 1994
- Campionato italiano: 1

Milan: 1998-1999
- Campionato spagnolo: 2

Valencia: 2001-2002, 2003-2004

#### Competizioni internazionali
- Coppa UEFA: 1

Valencia: 2003-2004
- Supercoppa UEFA: 1

Valencia: 2004

### Nazionale
- Giochi panamericani: 1

1995
- Argento olimpico: 1

Atlanta 1996
- Oro olimpico: 1

Atene 2004

### Individuale
- Equipo Ideal de América: 1

1994